# Riverside Park
Riverside Park è un parco situato nella zona nord-ovest dell'isola di Manhattan a New York. Si affaccia sull'Hudson River, fiume che divide New York dal New Jersey. Si estende, a grandi linee, dalla 72th St alla 129th St. ed è attraversato dalla Henry Hudson Parkway e ad est è delimitato dalla Riverside Drive.

## Curiosità
La scena iniziale del grande raduno delle "gang" del film I guerrieri della notte (1979) di Walter Hill è stata girata in questo parco, all'altezza della 96ª Strada